# Maud's
Maud's era un bar de lesbianas del barrio de Haight-Ashbury de San Francisco que abrió en 1966 y cerró en 1989. En el momento de su cierre, que quedó plasmado en la película Last Call at Maud's, se afirmó que era el bar de lesbianas más antiguo de Estados Unidos. Su historia, documentada en la película y otros medios, abarcó casi un cuarto de siglo de eventos LGBT.

## Historia

### Década de 1960
Maud's fue inaugurado en 1966 por Rikki Streicher, una activista de los derechos de lesbianas y gays de San Francisco que más tarde abriría otro bar para mujeres, Amelia's, y se convertiría en cofundadora de los Gay Games. Originalmente se llamaba "The Study", y más tarde "Maud's Study". Como hasta 1971 no se permitió trabajar a las mujeres como camareras en California, Streicher contrató camareros masculinos y ella misma atendía el bar. Streicher afirmó sobre la creación de Maud's: "Siempre sentí que los bares eran el lugar más honesto, abierto y libre al que podían ir las mujeres", y que fundó Maud's con una política de "sin etiquetas", dando la bienvenida a mujeres que no encajaban en el Código de vestimenta y modales masculino/femenino preferido por otros bares de lesbianas".
En 1967, Haight-Ashbury se convirtió en el centro del Verano del Amor del movimiento hippie, introduciendo nuevas costumbres culturales con una nueva generación de mujeres lesbianas y bisexuales, algunas de las cuales se convirtieron en clientes habituales de Maud's. Una clienta del bar era la legendaria cantante Janis Joplin, que visitaba Maud's con su amante Jae Whitaker. Otros patrocinadores notables de esa época fueron Del Martin y Phyllis Lyon, la poeta Judy Grahn y la académica y activista Sally Gearhart. Maud's era una casa club, centro comunitario y bar que servía para cerrar la brecha entre la comunidad lésbica de San Francisco y su generación hippie.
En sus memorias Making Butch, Sue-Ellen Case describe su primera visita a Maud's en 1966:

Abrí la sencilla puerta negra y descubrí dos habitaciones con poca luz. La larga barra ocupaba la primera sala. Estaba iluminado por varios anuncios de neón de cervezas, la cálida luz naranja de la máquina de discos y el estridente entorno de la máquina de pinball. La otra habitación ofrecía una vista central de la mesa de billar, con su lámpara colgante y algunas mesas a lo largo de las paredes. La vieja escena butch-femme se refugiaba al final del bar, mientras unas cuantas lesbianas hippies entraban para sentarse en las mesas... Los dos grupos se miraron con sospecha.

Otra ex clienta, la mujer trans Suzan Cooke, recordó cómo los coches de policía aparcaban cerca del bar para intimidar a sus clientes.

### Década de 1970
Con los disturbios de Stonewall de 1969, la era de la liberación gay había comenzado y las personas LGBTQ acudieron en masa a San Francisco, que se estaba convirtiendo rápidamente en una "meca gay" para quienes buscaban un lugar para ser ellos mismos. Mientras muchos hombres homosexuales se mudaban al Castro, muchas mujeres se sintieron atraídas por los alquileres más bajos de Valencia Street en el distrito de la Misión, creando empresas y organizaciones sin fines de lucro.
Los bares de mujeres como el de Maud eran comunidades. Otros bares de lesbianas de San Francisco de la década de 1970 fueron Peg's Place, que inicialmente tenía un código de vestimenta y atraía a un público más conservador, Scott's Pitt, hogar de "motociclistas vestidas de cuero y lesbianas de la vieja escuela", Wild Side West, que comenzó en la era bohemia de North Beach, Leonarda's, con una fuerte cultura butch-femme, Amelia's y A Little More, ambos clubes de baile que atrajeron una multitud variada.
A finales de los años 70, Maud's y su bar hermano Amelia's formaron los primeros equipos de sóftbol femenino en la Liga de Softbol Gay. Mientras otros bares de lesbianas en el Área de la Bahía de San Francisco creaban sus propios equipos, los bares competían entre sí en patios de juegos públicos, mientras los fanáticos se reunían para apoyar a sus equipos, y el bar ganador ofrecía bebidas para todos. Los torneos de billar eran otra actividad social en la que participaban las clientas del bar. Maud's también presentó programas de variedades, lecturas de poesía y un equipo de bolos.
La escritora Judy Grahn recuerda cómo, durante la segunda ola feminista de la década de 1970, trató de cerrar la brecha entre las lesbianas de la vieja escuela y una nueva generación más politizada colocando una estantería política en Maud's para generar discusión.

### Década de 1980
En los años 1980, cuando la crisis del SIDA devastaba a la comunidad gay de San Francisco, más clientes gays y lesbianas comenzaron a adoptar un estilo de vida "limpio y sobrio" y a buscar otras formas de conocerse. Organizaciones como Bay Area Career Women ofrecieron a las profesionales lesbianas otros espacios sociales y de networking. Los años ochenta también vieron el surgimiento de las lesbianas lipstick y un alejamiento de la androginia de los años 70 hacia una estética butch-femme. Las mujeres empezaron a buscar discotecas donde poder disfrazarse y lucirse. Clubes más exclusivos y solo para mujeres queer y bisexuales como Clementina's Baybrick Inn, que ofrecía un albergue y entretenimiento de cabaret, ofrecían alternativas al bar de barrio de los años 60 y 70. Maud's, sin embargo, siguió atrayendo tanto a sus clientes habituales como a nuevos clientes. La política demócrata Carole Migden comenzó su carrera política cuando decidió postularse para supervisora de la ciudad durante una conversación en Maud's.
Luego, en 1989, después de veintitrés años en el negocio, la propietaria Rikki Streicher anunció que el bar cerraría. Además de la tendencia hacia la sobriedad y la creciente disponibilidad de establecimientos y organizaciones donde las mujeres podían reunirse, la clientela contracultural y libre de Maud "se había vuelto más de clase media, se había mudado a los suburbios y había comprado casas". y el negocio se había deteriorado como consecuencia de ello.

## Representaciones en la cultura y los medios
El 9 de septiembre de 1989, Maud's sirvió su última copa. El evento fue documentado en el filme de Paris Poirier de 1993 Last Call at Maud's, que incluía entrevistas con Streicher, la gerente del bar Susan Fahey y parte del personal, así como con clientes como Del Martin, Phyllis Lyon, Judy Grahn, y Sallie Gearhard. La película combina las reminiscencias de Maud's con imágenes antiguas para situar a Maud's en el contexto de la historia de los bares de lesbianas desde los años 1940 hasta los 1980. Las clientas, conocidas como "Maudies", reflexionan sobre la diversión, la naturaleza secreta y ilegal de los bares de lesbianas, el papel de los bares en la historia de las mujeres y LGBT y su capacidad para transformar vidas. La película se proyectó internacionalmente y recibió críticas positivas de la prensa, de medios como The New York Times, The Village Voice, Variety y Toronto Star.
En la década de 1990, Sue Ellen Case escribió sobre Maud en su ensayo "Making Butch", que recordaba la década de 1970 tal como ella la había experimentado con el bar como "su campo central de entrenamiento".
En Wide Open Town: A History of Queer San Francisco to 1965, Nan Alamilla Boyd analizó cómo se crearon organizaciones homófilas como Daugthers of Bilitis a principios de los años 60 para intentar incorporar más a las lesbianas a la sociedad en general, mientras que bares como Maud's evolucionaron para ofrecer servicios queer a las mujeres en un espacio propio y diferenciado.

## Contexto histórico
Los observadores de la cultura LGBT han notado que los bares para lesbianas, una característica común del panorama LGBT en el siglo XX, estaban desapareciendo en el siglo XXI. Las razones dadas van desde la gentrificación hasta el rechazo de los binarios de género, las redes sociales y las citas en línea, hasta una menor necesidad de espacios lésbicos exclusivos, ya que las personas LGBT son más aceptadas en la sociedad en general.
Después de que Streicher vendiera el establecimiento, un grupo de clientes de Maud's celebraron reuniones periódicas en el bar, ahora llamado Finnegan's Wake. En junio de 2016, se reunieron para celebrar el 50 aniversario de la inauguración de Maud's. Algunos en la reunión dijeron que estaban motivados para asistir tras la masacre de la discoteca Pulse de Orlando, Florida.